# تروسا
تروسا (به سوئدی: Trosa) یک منطقهٔ مسکونی در سوئد است که در بخش تروسا واقع شده‌است. تروسا ۳٫۶۰ کیلومترمربع مساحت و ۵٬۰۲۷ نفر جمعیت دارد.